# BEAT PANIC
BEAT PANIC（ビート パニック）は、2001年4月から2008年3月29日まで、エフエム岩手で放送されていた音楽チャート番組。

## 放送時間
毎週土曜日 18:00〜19:55
2002年7月から9月までは6時台にMJ WAVEが放送されていたため19:00からの1時間に短縮

## パーソナリティ
- 加藤裕（当時、エフエム岩手アナウンサー）また、盛岡ヘアメイク専門学校の学生がアシスタントとして出演していた時期がある。（2006年10月の社屋移転に伴い出演終了）

## 主なコーナー
- ドコモプレゼンツ MEET THE PANIC（18:30頃）

アーティストを迎えてのゲストコーナー。録音の場合、生ゲストを迎える場合があった。本社移転前はスタジオ観覧が可能であった。
コーナーの最後には県内のドコモショップの情報を放送していた。
- PANIC HOT 50

番組のメインとなるチャート発表。
当初は番組内で50位から発表していたが、番組末期になると放送内でのチャート発表は30位からになった。
（集計方法）県内CDショップのCD売り上げ、オリコンのデータ、FM岩手自主制作番組でのオンエアポイント、番組へのリクエストポイント
- ミュージッククイズ

正解者の中から3名に音楽ギフト券（3000円）をプレゼント

## FM岩手の音楽チャート番組
- Hyper Countdown Radio「club F」（〜2001年3月）
- Super Saturday 「Weekly Hot Chart」
- JOQUアルバムTOP10（1988年10月〜）

| エフエム岩手 音楽チャート番組   | エフエム岩手 音楽チャート番組 | エフエム岩手 音楽チャート番組 |
| 前番組                          | 番組名                        | 次番組                        |
| ------------------------------- | ----------------------------- | ----------------------------- |
| Hyper Countdown Radio「club F」 | BEAT PANIC                    | 枠廃止                        |